# Coupe de la confédération
Ne doit pas être confondu avec Coupe de la CAF ou Coupe des confédérations.
 (mai 2022).
La Coupe de la confédération de la CAF TotalEnergies est une compétition annuelle de football organisée par la Confédération africaine de football (CAF), créée sous le modèle de la Ligue Europa et qui oppose des clubs africains.
La Coupe de la confédération est née en 2004 de la fusion de la Coupe d'Afrique des vainqueurs de coupe et de la Coupe de la CAF. Elle est disputée par les clubs vainqueurs des coupes nationales et les clubs terminant leur championnat directement derrière ceux qui participent à la Ligue des champions de la CAF. Le vainqueur de la compétition est qualifié pour la Supercoupe de la CAF.
Le CS Sfaxien et la RS Berkane sont les clubs les plus titrés dans l'histoire de la compétition avec trois titres. 
RS Berkane est le tenant du titre.

## Histoire

### 2004-2010
En 2004, la CAF fusionne la Coupe d'Afrique des vainqueurs de coupe créée en 1975 avec la Coupe de la CAF introduite en 1992 pour former une nouvelle compétition nommée Coupe de la confédération considérée depuis comme la deuxième compétition africaine des clubs.
Dans la première édition, le club ghanéen de Hearts of Oak remporte l'édition en battant un autre club ghanéen, l'Asante Kotoko en finale, aux tirs au but. L'année suivante, c'est le club marocain de l'AS FAR qui remporte la coupe face aux Nigérians du Dolphin FC. En 2006, le club tunisien de l'ES Sahel remporte la coupe face aux Marocains de l'AS FAR (grâce à la règle des buts marqués à l'extérieur).
Le club tunisien du CS Sfaxien remporte la coupe en 2007 en s'imposant face aux Soudanais d'Al Merreikh 5 buts à 2 en score cumulé (4-2, 1-0). La saison suivante, le CS Sfaxien remporte de nouveau la coupe face à autre club tunisien, l'ES Sahel. En 2009, le Stade malien remporte l'édition en battant le club algérien de l'ES Sétif en finale, aux tirs au but. La saison suivante, le club marocain du Fath US remporte la coupe face aux Tunisiens du CS Sfaxien, en s'imposant au match retour 3 à 2.

### 2011-2020
En 2011, le club marocain du Maghreb AS défait les Tunisiens du Club africain en finale, aux tirs au but. L'année suivante, le club congolais de l'AC Léopards bat le club malien de Djoliba AC en finale. L'édition 2013 voit le CS Sfaxien s'imposer face aux  Congolais du TP Mazembe. En 2014, le club égyptien d'Al Ahly SC obtient sa première coupe de la confédération en battant le club ivoirien de Séwé Sports. En 2015, l'ES Sahel remporte de nouveau la coupe en battant le club sud-africain d'Orlando Pirates. Le TP Mazembe réalise le doublé en 2016 et 2017, en battant respectivement le club algérien du MO Béjaïa et les Sud-africains du SuperSport United. Le club marocain du Raja CA est vainqueur en 2018 face aux Congolais de l'AS Vita Club. En 2019, le Zamalek SC bat les Marocains du RS Berkane en finale, aux tirs au but.
En 2020 dans un contexte de pandémie de Covid-19, les matchs sont alors disputés à huis clos, le club marocain du RS Berkane bat les Égyptiens des Pyramids FC sur le score de 1 à 0. Depuis cette saison, la finale se dispute en un match unique.

### 2021-
En 2021 dans un contexte de pandémie de Covid-19, la plupart des matchs sont alors disputés à huis clos, le club marocain du Raja CA remporte pour la deuxième fois la coupe en battant en finale la JS Kabylie sur le score de 2 à 1. En 2022, le club marocain du RS Berkane remporte pour la deuxième fois la coupe, en battant en finale aux tirs au but, le club sud-africain d'Orlando Pirates. En 2023, le club algérien de l'USM Alger remporte pour la première fois la coupe face aux Tanzaniens de Young Africans SC (grâce à la règle des buts marqués à l'extérieur).

## Format
La compétition est ouverte aux vainqueurs des coupes nationales et aux clubs terminant leur championnat directement derrière ceux qui participent à la Ligue des champions de la CAF. Le nombre de clubs qualifiés par fédération ainsi que leur point d'entrée dans la compétition sont déterminés par le Classement 5-Year de la CAF. Les 12 meilleures associations peuvent avoir deux clubs en Coupe de la confédération alors que pour les autres associations, seul un club peut prendre part à la compétition. Le tenant du titre est lui automatiquement qualifié.
À l'exception de la finale, toutes les rencontres ont lieu en aller-retour. Pour les rencontres aller-retour à élimination directe, l'équipe ayant cumulé le plus de buts pour elle l'emporte. En cas d'égalité, la règle des buts marqués à l'extérieur s'applique ; et si elle ne donne rien le match retour est augmenté d'une séance de tirs au but.
La formule de la Coupe de la confédération se présente ainsi :
- Un tour préliminaire, les vainqueurs de ce tour se qualifient pour le deuxième tour de qualification.
- Un tour de qualification, les vainqueurs de ce tour se qualifient pour la phase de barrages.
- Un tour de barrage, les vainqueurs du tour de qualification affrontent les reversés de la Ligue des champions.
- Une phase de groupes, qui constitue le tour principal de la compétition et réunit 16 équipes réparties en 4 groupes de quatre. Au sein de chaque groupe toutes les équipes s'affrontent en matchs aller-retour, selon la formule de championnat (6 journées). Les deux premiers de chaque groupe se qualifient pour les quarts de finale. En cas d'égalité de points entre deux ou plusieurs équipes, le départage se fait d'abord sur les confrontations directes entre les équipes concernées (nombre de points obtenus puis différence de buts particulière).
- Une phase à élimination directe en matchs aller-retour, des quarts de finale aux demi-finales.
- Une finale, disputée en aller-retour (prolongation voire tirs au but en cas d'égalité).

Le vainqueur de la Coupe de la confédération est directement qualifié pour l'édition de la saison suivante. Il rencontre également le vainqueur de la Ligue des champions lors de la Supercoupe de la CAF.

## Sponsorat
En juillet 2016, Total a annoncé avoir passé un accord de sponsorat avec la Confédération africaine de football (CAF). L'accord vaut pour les huit prochaines années et concernera les dix principales compétitions organisées par la CAF, dont la Coupe de la confédération de la CAF, qui est désormais baptisée « Coupe de la confédération Total » ou « Coupe de la confédération TotalEnergies».

## Logo

Logo de la Coupe de la confédération entre 2004 et 2008.
Logo entre 2008 et 2017.
Logo  depuis 2017.

## Palmarès

### Par édition
| N° | Édition | Vainqueur      | Score                            | Finaliste         | Lieu de la finale                       |
| -- | ------- | -------------- | -------------------------------- | ----------------- | --------------------------------------- |
| 1  | 2004    | Hearts of Oak  | 1-1, puis 1-1 (8-7 t.a.b.)       | Asante Kotoko     | Accra, puis Kumasi                      |
| 2  | 2005    | AS FAR         | 0-1, puis 3-0                    | Dolphin FC        | Port Harcourt, puis Rabat               |
| 3  | 2006    | ES Sahel       | 1-1, puis 0-0                    | AS FAR            | Rabat, puis Sousse                      |
| 4  | 2007    | CS Sfaxien     | 4-2, puis 1-0                    | Al Merreikh       | Khartoum, puis Sfax                     |
| 5  | 2008    | CS Sfaxien (2) | 0-0, puis 2-2                    | ES Sahel          | Sfax, puis Sousse                       |
| 6  | 2009    | Stade malien   | 0-2, puis 2-0 (3-2 t.a.b.)       | ES Sétif          | Sétif, puis Bamako                      |
| 7  | 2010    | Fath US        | 0-0, puis 3-2                    | CS sfaxien        | Rabat, puis Sfax                        |
| 8  | 2011    | Maghreb AS     | 0-1, puis 1-0 (6-5 t.a.b.)       | Club africain     | Radès, puis Fès                         |
| 9  | 2012    | AC Léopards    | 2-2, puis 2-1                    | Djoliba AC        | Bamako, puis Dolisie                    |
| 10 | 2013    | CS Sfaxien (3) | 2-0, puis 1-2                    | TP Mazembe        | Radès, puis Lubumbashi                  |
| 11 | 2014    | Al Ahly SC     | 1-2, puis 1-0                    | Séwé Sports       | Abidjan, puis Le Caire                  |
| 12 | 2015    | ES Sahel (2)   | 1-1, puis 1-0                    | Orlando Pirates   | Johannesbourg, puis Sousse              |
| 13 | 2016    | TP Mazembe     | 1-1, puis 4-1                    | MO Béjaïa         | Blida, puis Lubumbashi                  |
| 14 | 2017    | TP Mazembe (2) | 2-1, puis 0-0                    | SuperSport United | Lubumbashi, puis Pretoria               |
| 15 | 2018    | Raja CA        | 3-0, puis 1-3                    | AS Vita Club      | Casablanca, puis Kinshasa               |
| 16 | 2019    | Zamalek SC     | 0-1, puis 1-0 (5-3 t.a.b.)       | RS Berkane        | Berkane, puis Le Caire                  |
| 17 | 2020    | RS Berkane     | 1-0 (finale unique)              | Pyramids FC       | Complexe sportif Moulay-Abdallah, Rabat |
| 18 | 2021    | Raja CA (2)    | 2-1 (finale unique)              | JS Kabylie        | Stade de l’Amitié, Cotonou              |
| 19 | 2022    | RS Berkane (2) | 1-1 (5-4 t.a.b.) (finale unique) | Orlando Pirates   | Stade Godswill-Akpabio, Uyo             |
| 20 | 2023    | USM Alger      | 2-1, puis 0-1                    | Young Africans    | Dar es Salaam , puis Alger              |
| 21 | 2024    | Zamalek SC (2) | 1-2, puis 1-0 E                  | RS Berkane        | Berkane, puis Le Caire                  |
| 22 | 2025    | RS Berkane (3) | 2-0, puis 1-1                    | Simba SC          | Berkane, puis Dar Es Salaam             |

### Par club
| Rang | Club                 | Titres (éditions)    | Finales perdues (éditions) |
| ---- | -------------------- | -------------------- | -------------------------- |
| 1    | RS Berkane           | 3 (2020, 2022, 2025) | 2                          |
| 2    | CS Sfaxien           | 3 (2007, 2008, 2013) | 1                          |
| 3    | ES Sahel             | 2 (2006, 2015)       | 1                          |
| 3    | TP Mazembe           | 2 (2016, 2017)       | 1                          |
| 5    | Raja CA              | 2 (2018, 2021)       | 0                          |
| 5    | Zamalek SC           | 2 (2019, 2024)       | 0                          |
| 7    | AS FAR               | 1 (2005)             | 1                          |
| 8    | Hearts of Oak        | 1 (2004)             | 0                          |
| 8    | Stade malien         | 1 (2009)             | 0                          |
| 8    | Fath US              | 1 (2010)             | 0                          |
| 8    | Maghreb AS           | 1 (2011)             | 0                          |
| 8    | AC Léopards          | 1 (2012)             | 0                          |
| 8    | Al Ahly SC           | 1 (2014)             | 0                          |
| 8    | USM Alger            | 1 (2023)             | 0                          |
| 15   | Orlando Pirates      | 0                    | 2                          |
| 16   | Dolphin FC           | 0                    | 1                          |
| 16   | Al Merreikh          | 0                    | 1                          |
| 16   | ES Sétif             | 0                    | 1                          |
| 16   | Club africain        | 0                    | 1                          |
| 16   | Djoliba AC           | 0                    | 1                          |
| 16   | MO Béjaïa            | 0                    | 1                          |
| 16   | Séwé Sports          | 0                    | 1                          |
| 16   | Asante Kotoko        | 0                    | 1                          |
| 16   | SuperSport United FC | 0                    | 1                          |
| 16   | AS Vita Club         | 0                    | 1                          |
| 16   | Pyramids FC          | 0                    | 1                          |
| 16   | JS Kabylie           | 0                    | 1                          |
| 16   | Young Africans       | 0                    | 1                          |
|      | Simba SC             |                      |                            |

### Par nation
| Rang | Pays                | Victoires | Finales perdues | Clubs vainqueurs                                                     |
| ---- | ------------------- | --------- | --------------- | -------------------------------------------------------------------- |
| 1    | Maroc               | 8         | 3               | RS Berkane (3), Raja CA (2), AS FAR (1), Maghreb AS (1), Fath US (1) |
| 2    | Tunisie             | 5         | 3               | CS sfaxien (3), ES Sahel (2)                                         |
| 3    | Égypte              | 3         | 1               | Zamalek SC (2), Al Ahly SC (1)                                       |
| 4    | RD Congo            | 2         | 2               | TP Mazembe (2)                                                       |
| 5    | Algérie             | 1         | 3               | USM Alger (1)                                                        |
| 6    | Ghana               | 1         | 1               | Hearts of Oak (1)                                                    |
| 6    | Mali                | 1         | 1               | Stade malien (1)                                                     |
| 8    | République du Congo | 1         | 0               | AC Léopards (1)                                                      |
| 9    | Afrique du Sud      | 0         | 3               |                                                                      |
| 10   | Tanzanie            | 0         | 2               |                                                                      |
| 11   | Côte d'Ivoire       | 0         | 1               |                                                                      |
| 11   | Nigeria             | 0         | 1               |                                                                      |
| 11   | Soudan              | 0         | 1               |                                                                      |

## Statistiques
- Plus grand nombre de titres gagnés par un club : 3 titres gagnés
  -  CS Sfaxien (2007, 2008, 2013).
  -  RS Berkane (2020, 2022,2025).
- Club avec le plus d'apparitions : 11 participations 
  -  CS Sfaxien (2007, 2008, 2009, 2010, 2012, 2013, 2015, 2017, 2019, 2020, 2021)
- Plus grand nombre de titres d'affilée gagnés par un club : 2 titres consécutifs
  -  CS Sfaxien (2007 et 2008).
  -  TP Mazembe (2016 et 2017).
- Plus grand nombre de finales d'affilée jouées par un club : 2 finales consécutives
  -  RS Berkane (2019, 2020) et (2024, 2025).
  -  AS FAR (2005, 2006)
  -  CS sfaxien (2007, 2008)
  -  TP Mazembe (2016, 2017)
- Plus grand nombre de clubs vainqueurs appartenant au même pays :  Maroc 5 clubs :
  - RS Berkane (2020, 2021, 2025), Raja CA (2018 et 2021), AS FAR (2005), Fath US (2010), Maghreb AS (2011).
- Plus large victoire :
  -  US Bitam vs  Desportivo de Guadalupe 12 - 1
- Meilleur buteur : (15 buts)
  -  Abdelmalek Ziaya
- Joueurs le plus capés : (82 matches)
  -  Issoufou Dayo

### Meilleurs buteurs par édition
| Année | Joueur                                                   | Club                                           | Buts |
| ----- | -------------------------------------------------------- | ---------------------------------------------- | ---- |
| 2004  | Ugochukwu Okeke Christopher Katongo                      | Enugu Rangers Green Buffaloes                  | 5    |
| 2005  | Eric Gawu Khalid El Hirech Kelechi Osunwa                | King Faisal Babes AS Marsa Dolphins FC         | 7    |
| 2006  | Manucho                                                  | Petro Atlético                                 | 8    |
| 2007  | Trésor Mputu                                             | TP Mazembe                                     | 11   |
| 2008  | Eric Bekoe                                               | Asante Kotoko                                  | 10   |
| 2009  | Abdelmalek Ziaya                                         | ES Sétif                                       | 15   |
| 2010  | Ahmed Abdel-Ghani                                        | Haras El Hodood                                | 7    |
| 2011  | Salakiaku Matondo                                        | DC Motema Pembe                                | 6    |
| 2012  | Rudy Ndey Ismaïla Diarra Edward Sadomba                  | AC Léopard Cercle Olympique de Bamako Al-Hilal | 5    |
| 2013  | Vincent Die Foneye Mbwana Samatta Sonito                 | ENPII TP Mazembe Liga Muşulmana                | 6    |
| 2014  | Kader Bidimbou Koffi Foba Kudakwashe Musharu             | AC Léopard ASEC Mimosas How Mine               | 6    |
| 2015  | Baghdad Bounedjah Georges Ambourouet Thamsanqa Gabuza    | ES Sahel CF Mounana Orlando Pirates            | 6    |
| 2016  | Rainford Kalaba                                          | TP Mazembe                                     | 7    |
| 2017  | Ben Malango                                              | TP Mazembe                                     | 6    |
| 2018  | Mahmoud Benhalib                                         | Raja CA                                        | 9    |
| 2019  | Waleed Bakhet                                            | Al-Hilal                                       | 7    |
| 2020  | Karim El Berkaoui                                        | Hassania Agadir                                | 8    |
| 2021  | Ben Malango                                              | Raja CA                                        | 6    |
| 2022  | Victorien Adebayor                                       | USGN                                           | 6    |
| 2023  | Fiston Mayele                                            | Young Africans                                 | 4    |
| 2024  | Paul Bassène Abdoulaye Kanou Abdul Aziz Issah John Antwi | RS Berkane USM Alger Dreams FC                 | 4    |